# Stazione di Minami-Imajō
La stazione di Minami-Imajō (南今庄駅?, Minami-Imajō-eki) è una fermata ferroviaria della cittadina di Minamiechizen, nella prefettura di Fukui in Giappone. La stazione è gestita dalla JR West e serve la linea principale Hokuriku).

## Linee
JR West
■ Linea principale Hokuriku

## Struttura
La fermata è costituita da due marciapiedi laterali con 2 binari su terrapieno.
| 1 | ■ Linea principale Hokuriku | per Fukui e Kanazawa  |
| 2 | ■ Linea principale Hokuriku | per Tsuruga e Maibara |

## Stazioni adiacenti
| 《                        | Servizio                  | 》                        |
| Linea principale Hokuriku | Linea principale Hokuriku | Linea principale Hokuriku |
| ------------------------- | ------------------------- | ------------------------- |
| Tsuruga                   | Locale                    | Imajō                     |